# Nordiska rekord (sprintlöpning)
Ett nordiskt rekord rekord kan noteras av en medborgare i något av de fem nordiska länderna; Danmark, Finland, Island, Norge eller Sverige. Nedan följer nordiska rekord på friidrottens  sprintdistanser 100 meter, 200 meter och 400 meter samt nationella diton.

## 100 meter

### Damer
| Land    | Tid   | Idrottare       | Stad, datum                 |
| ------- | ----- | --------------- | --------------------------- |
| Danmark | 11,42 | Dorte Wolfsberg | Helsingfors 7 augusti 1983  |
| Finland | 11,13 | Helinä Marjamaa | Lahtis 19 juli 1983         |
| Norge   | 11,41 | Ingvild Larsen  | Lillehammer 18 augusti 1995 |
| Sverige | 11,16 | Linda Haglund   | Moskva 26 juli 1980         |

### Herrar
| Land    | Tid   | Idrottare           | Stad, datum             |
| ------- | ----- | ------------------- | ----------------------- |
| Danmark | 10,29 | Morten Jensen       | Greve 18 september 2004 |
| Finland | 10,21 | Tommi Hartonen      | Vasa 23 juni 2001       |
| Norge   | 9,99  | Jaysuma Saidy Ndure | Lausanne 30 juni 2011   |
| Sverige | 10,13 | Henrik Larsson      | Söderhamn 28 juli 2023  |

## 200 meter

### Damer
| Land    | Tid   | Idrottare            | Stad, datum              |
| ------- | ----- | -------------------- | ------------------------ |
| Danmark | 22,67 | Ida Karstoft         | München 18 augusti 2022  |
| Finland | 22,39 | Mona-Lisa Pursiainen | Moskva 20 augusti 1973   |
| Norge   | 23,03 | Line Kloster         | Zagreb 11 september 2022 |
| Sverige | 22,82 | Linda Haglund        | Sittard 1 juli 1979      |

### Herrar
| Land    | Tid   | Idrottare           | Stad, datum                 |
| ------- | ----- | ------------------- | --------------------------- |
| Danmark | 20,52 | Jens Smedegaard     | Mexico 12 september 1979    |
| Finland | 20,47 | Tommi Hartonen      | Sydney 27 september 2000    |
| Norge   | 19,89 | Jaysuma Saidy Ndure | Stuttgart 23 september 2007 |
| Sverige | 20,30 | Johan Wissman       | Stuttgart 23 september 2007 |

## 400 meter

### Damer
| Land    | Tid   | Idrottare            | Stad, datum              |
| ------- | ----- | -------------------- | ------------------------ |
| Danmark | 52,84 | Rikke Rønholt        | Århus 6 juli 2006        |
| Finland | 50,14 | Riitta Salin         | Rom 4 september 1974     |
| Norge   | 52,45 | Sølvi Olsen Meinseth | Bergen 4 augusti 1991    |
| Sverige | 51,13 | Moa Hjelmer          | Helsingfors 29 juni 2012 |

### Herrar
| Land    | Tid   | Idrottare                 | Stad, datum              |
| ------- | ----- | ------------------------- | ------------------------ |
| Danmark | 45,89 | Jens Smedegaard           | Moskva 28 juli 1980      |
| Finland | 45,49 | Markku Kukkoaho           | München 7 september 1972 |
| Norge   | 44,39 | Håvard Bentdal Ingvaldsen | Budapest 20 augusti 2023 |
| Sverige | 44,56 | Johan Wissman             | Osaka 29 augusti 2007    |